# Frisbee Sheffield
Frisbee C. C. Sheffield, vollständig Frisbee Candida Cheyenne Sheffield (* 20. Jh.) ist eine britische Philosophiehistorikerin auf dem Gebiet der antiken Philosophie.
Sheffield erwarb den B.A. an der Universität Bristol, den M.Phil. an der Universität Cambridge und den D.Phil. an der Universität Oxford. Danach hatte sie eine Post-Doctoral Research Fellowship in Klassischer Philologie am Institute of Hellenic and Roman Studies der Universität Bristol inne, eine weitere Research Fellowship am Girton College, Cambridge. Nach Stellen an der Yale University und am King’s College London ist sie nunmehr Associate Professor of Classics an der Universität Cambridge sowie Fellow and Director of Studies am dortigen Downing College.
Sheffield arbeitet zur antiken griechischen Philosophie, insbesondere zur Ethik, moralischen Psychologie, Ästhetik, Politik sowie zur Rezeption der antiken griechischen Philosophie insbesondere bei Hannah Arendt.

## Schriften (Auswahl)
- mit James Warren (Hrsg.): The Routledge Companion to Ancient Philosophy. Routledge, London 2014.
- Plato’s Symposium. The Ethics of Desire. Oxford University Press, Oxford 2006.
- mit Debra Nails, James Lesher (Hrsg.): Plato’s Symposium: Issues in Interpretation and Reception. Harvard University Press, 2006.